# Família von Trapp
A Família Trapp (também conhecida como Família von Trapp) foi um grupo de canto formado pela família do ex-comandante naval austríaco Georg von Trapp. A família alcançou fama em sua carreira de cantor original em sua Áustria natal durante o período entreguerras. Eles também se apresentaram nos Estados Unidos antes de emigrar para lá permanentemente para escapar da deterioração da situação na Áustria durante a Segunda Guerra Mundial. Nos Estados Unidos, eles ficaram conhecidos como os "Trapp Family Singers" até que deixaram de se apresentar como uma unidade em 1957. A história da família mais tarde serviu de base para um livro de memórias, dois filmes alemães e o musical The Sound of Music de Rodgers e Hammerstein, na Broadway. A última sobrevivente dos sete filhos originais de Trapp, Maria Franziska, morreu em 2014 aos 99 anos.

## Biografia

### História do grupo
Georg von Trapp teve sete filhos no momento da morte de sua primeira esposa, Agathe Whitehead, e em 1927 casou-se com Maria Kutschera, que era vinte e cinco anos mais nova, e teve mais três filhos com ela. Ambas as partes da família eram musicais e, em 1935, a família cantava na igreja local em Aigen, onde conheceram um jovem padre, o Dr. Franz Wasner, que incentivou seu progresso musical e lhes ensinou música sacra para acrescentar às canções folclóricas, madrigais e baladas que já cantavam. Enquanto cantavam em sua casa em Salzburgo, eles também foram ouvidos pela cantora alemã Lotte Lehmann, que os convenceu a participar do concurso de canto em Salzburgo em 1936, pelo qual ganharam um prêmio; depois disso, acompanhada pelo Dr. Wasner, a família excursionou e se apresentou em Viena e Salzburgo, e empreendeu uma turnê europeia que abrangeu França, Bélgica, Holanda, Itália, Alemanha e Inglaterra.
Quando Adolf Hitler anexou a Áustria em 1938, a família decidiu partir, primeiro para a Itália (da qual o nascido em Zadar Georg e, portanto, a família eram legalmente cidadãos). Por alguns meses em 1938, logo após o vôo, eles viveram em Warmond , perto de Haia , Holanda, como convidados de um banqueiro holandês, Ernest Menten. Este episódio é descrito pelo historiador local Miep Smitsloo em seu livro holandês de 2007 'Tussen Tol en Trekvaart' ('Entre o Pedágio e o Canal'). Em seu relato do voo, Maria von Trapp, por algum motivo, não menciona essa estadia. De lá seguiram para Londres e depois para os Estados Unidos, onde permaneceram até o vencimento dos vistos. Depois de uma turnê na Escandinávia, eles retornaram aos Estados Unidos em 7 de setembro de 1939, onde solicitaram o status de imigrante. Eles chegaram com muito pouco dinheiro, tendo perdido a maior parte da fortuna da família antes durante um colapso bancário de 1935 na Áustria. Uma vez nos Estados Unidos, eles ganharam dinheiro com apresentações e turnês nacionais e internacionais, primeiro como "Trapp Family Choir" e depois como "Trapp Family Singers", uma mudança sugerida por seu agente de reservas, Frederick Christian Schang. Depois de viver por um curto período na Filadélfia e depois Merion, Pensilvânia, onde nasceu seu filho mais novo Johannes, a família se estabeleceu em Stowe, Vermont, em 1941. Eles compraram uma fazenda de 660 acres (270 ha) em 1942 e a converteram no Trapp Family Lodge, inicialmente chamado de "Cor Unum" (latim para Um Coração). Após a Segunda Guerra Mundial, eles fundaram o fundo Trapp Family Austrian Relief, que enviou alimentos e roupas para pessoas pobres na Áustria. Agora com sede permanente nos Estados Unidos, a família apresentou sua mistura única de música litúrgica, madrigais, música folclórica e instrumentais para públicos em mais de trinta países pelos próximos vinte anos. Eles fizeram uma série de discos de 78 rpm para RCA Victor na década de 1950, alguns dos quais foram posteriormente lançados em LPs da RCA Camden. Houve também algumas gravações posteriores lançadas em LPs, incluindo algumas sessões estéreo. O grupo de canto da família se desfez em 1957.

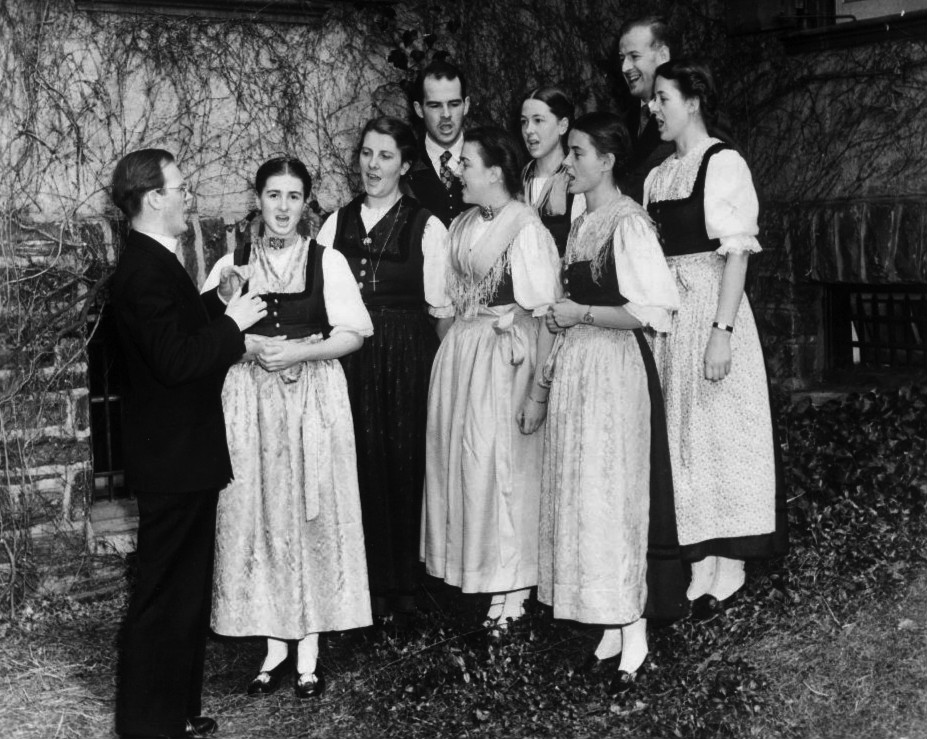
A Família Trapp ensaiando antes de um show, perto de Boston, 27 de setembro de 1941

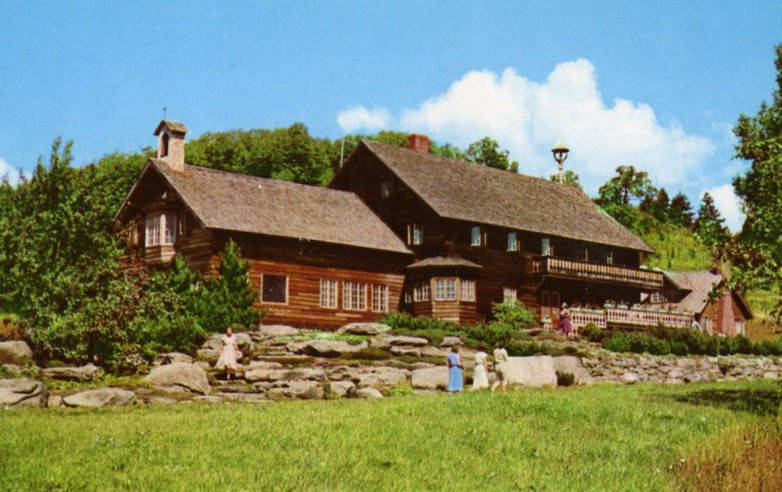
Cor Unum (mais tarde o "Trapp Family Lodge"), casa da Família Trapp nos EUA, em 1954

Maria escreveu um relato da família, The Story of the Trapp Family Singers, que foi publicado em 1949 e foi a inspiração para o filme da Alemanha Ocidental de 1956 The Trapp Family, que por sua vez inspirou o musical da Broadway de Rodgers e Hammerstein The Sound of Music. Os sete filhos Trapp originais foram: Rupert (1911–1992); Agathe (1913–2010); Maria Franziska (1914–2014); Werner (1915–2007); Hedwig (1917–1972); Johanna (1919–1994); and Martina (1921–1952). Os filhos posteriores foram Rosmarie (1929–2022), Eleonore (1931–2021) e Johannes (n. 1939). A filha mais velha, Agathe (chamada "Liesl" no filme), publicou seu próprio relato da vida na família Trapp em 2003, Memories Before and After The Sound of Music, que mais tarde foi transformado em filme The von Trapp Family: A Life of Music em 2015.

### Vidas posteriores
Dois membros do grupo morreram enquanto o grupo ainda estava ativo, Georg em 1947 aos 67 anos, e Martina, que morreu no parto em 1952 aos 30 anos. Na época de sua cessação em 1957, o grupo incluía vários membros não familiares porque muitos da família original queriam buscar outros empreendimentos, e apenas a "vontade de ferro" de Maria manteve o grupo unido por tanto tempo. Após o fim do grupo, Maria, Johannes, Rosmarie e Maria Franziska foram para a Nova Guiné para fazer trabalho missionário; mais tarde, Maria voltou a administrar o Trapp Family Lodge por vários anos
Das crianças restantes em seus últimos anos, Rupert já era médico durante a Segunda Guerra Mundial; Agathe passou muitos anos como professora de jardim de infância em Maryland; Maria Franziska passou trinta anos como missionária na Nova Guiné; Werner tornou-se agricultor; Edwiges uma professora de música; Joana casou-se e voltou para a Áustria; Rosmarie e Eleonore se estabeleceram em Vermont; e Johannes seguiu sua mãe administrando o Trapp Family Lodge como um resort turístico. Maria morreu em 1987 e foi enterrada com Georg e Martina no cemitério da família na propriedade. Todos os sete filhos Trapp originais morreram em 2014, enquanto apenas um dos três filhos posteriores nascidos de Georg e Maria, Johannes, está vivo no final de maio de 2022. Eleonore "Lorli" von Trapp Campbell morreu em 17 de outubro 2021, e Rosmarie morreu em 13 de maio de 2022.

## Estilo musical e repertório
A família Trapp da vida real foi um respeitado grupo de canto austríaco ao longo de sua carreira. No entanto, seu estilo estava a um mundo de distância dos números populares da Broadway e de Hollywood, que agradam ao público, como mais tarde incluídos nas versões musicais e cinematográficas de suas vidas. Muitas de suas gravações de estúdio sobreviveram e foram reproduzidas como compilações contemporâneas de CD. Quanto às suas performances ao vivo, em seu ensaio de 2004 Family values: The Trapp Family Singers in North America, 1938-1956, Michael Saffle escreve:

É difícil documentar hoje precisamente o que os Trapps realizaram e onde eles o realizaram. Apenas alguns de seus programas foram reimpressos. Uma delas — mais uma vez, um programa de Natal — identifica um arranjo de três peças curtas (para "Instrumentos Antigos") e uma Sonata de Sammartini (apresentada por um "Quinteto de Flautas") como as principais seleções instrumentais da noite; trabalhos vocais mais curtos incluíam "Es ist ein Ros' entsprungen" de Praetorius, um madrigal de Monteverdi, "Midwinter" de Holst e um arranjo de "The Holly and the Ivy". Outro programa - infelizmente incompleto, mas conhecido por ter sido apresentado em 1943 no Jordan Hall de Boston - apresentava uma música de John Dowland, transcrições de Wasner de músicas folclóricas tirolesas, e um Trio para duas flautas e viola da gamba composto por "Werner von Trapp". Apesar de suas realizações instrumentais, no entanto, os Trapps eram acima de tudo um conjunto vocal que cantava (e tocava) música juntos em grande parte por razões religiosas.
Por outro lado, os comunicados de imprensa posteriores a 1941 anunciavam "canções folclóricas divertidas de muitas terras", "madrigais alegres e ritmados" e "iodos vigorosos e chamadas de montanha", bem como "motetos antigos requintados", e se gabavam de "gravar turnê[s] pelo país" e um grande número de compromissos, o que atestou seu apelo popular e sugere que o conteúdo religioso foi apenas um dos vários elementos que contribuíram para isso durante seu principal período de popularidade na América.
De acordo com Maria, sob a gestão do F. C. Schang, "nossos programas no passado eram principalmente em latim e alemão. Agora adicionamos números em inglês. Entre os madrigais e canções folclóricas inglesas encontramos algumas peças maravilhosas como 'Sweet Honeysucking Bees,' 'Early One Morning,' e 'Just as the Tide Was Flowing;' e entre as velhas canções folclóricas americanas encontramos tesouros escondidos. Nosso programa agora tinha cinco partes: primeiro, música sacra, seleções dos antigos mestres dos séculos XVI e VII; segundo, música tocada nos antigos instrumentos: flautas, viola da gamba, espineta; terceiro, madrigais e baladas; quarto, canções folclóricas austríacas e chamadas de montanha; quinto, canções folclóricas inglesas e americanas."

## Legado
Quatro netos de Werner von Trapp (chamado "Kurt" no filme), bisnetos de Georg e bisnetos de Maria, formaram um grupo de canto, "The von Trapps", e gravaram cinco álbuns em estilo moderno entre 2001 e 2016 antes da dissolução.